# مروان الرحباني
مروان الرحباني (1958 -) هو مؤلف موسيقي وكاتب ومخرج ومنتج سينمائي ومسرحي لبناني. وهو ابن الشاعر منصور الرحباني وعمه عاصي الرحباني وشقيق غدي الرحباني. أخرج عديد المسرحيات الغنائية من أهمها آخر أيام سقراط و«أبو الطيب المتنبي» وملوك الطوائف وحكم الرعيان و«جبران والنبي» و«زنوبيا» و«عودة الفينيق» و«الفارس». وساعد في إخراج مسرحية لولو في 1974. وألف بالاشتراك مع غدي الرحباني عدة إسطوانات وأخرج مئات الحلقات التلفزيونية وفيلمان. وكان عضوا في لجنة تحكيم الجزء الأول من برنامج ديو المشاهير في 2010.

## النشأة والمسيرة
ولد مروان الرحباني في أنطلياس في قضاء المتن في لبنان لعائلة فنية إذ هو الابن الأكبر لمنصور الرحباني وشقيق غدي الرحباني وعمه عاصي الرحباني. درس التأليف الموسيقي عن هاغوب أرسلانيان والدراما عن أندريه جدعون. وأكمل تعليمه في مجال الإخراج السينمائي في باريس ولوس أنجلوس. وعمل عند عودته إلى لبنان مع الأخوان رحباني في عدة بلدان منها لبنان وسوريا والأردن وفي مسرح الأولمبيا في باريس ومسرح بالاديوم في لندن. وأسس منذ سنوات كثيرة «مؤسسة رحباني» في دبي والتي تنتج البرامج والبرامج الوثائقية والإعلانات. أخرج الشريط القصير «أني ثينغ رونغ ميس» (بالإنجليزية: ANY THING WRONG MISS)‏ في 1975 وكتب فيلم «آخر الصيف» وأخرجه وأنتجه في 1980. وكتب كلمات مسلسل «مدينة الأبواب» وألف ألحانه وأعدّه. وألف مع غدي الرحباني أكثر من 20 إسطوانة وأخرج 120 حلقة تلفزيونية للأطفال و500 حلقة تجارية.
أخرج ولحن عدة مسرحيات غنائية إذ ساعد في إخراج مسرحية لولو في 1974 وأخرج مسرحيات آخر أيام سقراط في 1998 و«أبو الطيب المتنبي» في 2001 وملوك الطوائف في 2001. وأخرج مسرحية حكم الرعيان في 2004 ولحن أغانيها ووزعها موسيقيا. وأخرج مسرحيات «جبران والنبي» في 2005 و«زنوبيا» في 2007 و«عودة الفينيق» في 2008 و«الفارس» في 2016 وهي المسرحية التي ألفها وكتب السيناريو الخاص بها وألف الموسيقى الخاصة بها.
وكان عضوا في لجنة تحكيم الموسم الأول من برنامج ديو المشاهير في 2010.

## أعماله

### مسرحيات غنائية
- 1974: لولو (مساعدة في الإخراج)
- 1998: آخر أيام سقراط (إخراج)
- 2001: أبو الطيب المتنبي (إخراج)
- 2001: ملوك الطوائف (إخراج)
- 2004: حكم الرعيان (ألحان وتوزيع موسيقي وإخراج)
- 2005: جبران والنبي (إخراج)
- 2007: زنوبيا (إخراج)
- 2008: عودة الفينيق (إخراج)
- 2016: الفارس (قصة وسيناريو وتأليف موسيقي وإخراج)

### أفلام
- 1975: أني ثينغ رونغ ميس (شريط قصير) (بالإنجليزية: ANY THING WRONG MISS)‏
- 1980: آخر الصيف (كتابة وإخراج وإنتاج)

### مسلسلات
- مدينة الأبواب (كلمات وألحان وإعداد)

### تلفزيون
- 2010: ديو المشاهير (الموسم 1) (عضو لجنة التحكيم)

## اُنظر أيضا
- منصور الرحباني
- عاصي الرحباني
- الأخوين رحباني
- زياد الرحباني
- أسامة الرحباني
- إلياس الرحباني
- فيروز

## وصلات خارجية
- مروان الرحباني في قاعدة بيانات الأفلام العربية